# Halococcus
Halococcus Schoop, 1935 è un genere di archea alofili estremi, appartenente alla famiglia Halobacteriaceae.

## Descrizione
Halococcus è un genere di archea estremofili alofili obbligati, infatti necessitano di alte concentrazioni di sale, a volte fino al 32% di NaCl, per una crescita ottimale. Si trovano principalmente in ambienti acquatici ad alta concentrazione di sale, quali saline, mari interni ad alta concentrazione di sale ed alimenti sotto sale. La rodopsina ed altre proteine proteggono Halococcus dall'estrema salinità dei loro ambienti, e sono inoltre responsabili della colorazione rossastra presente in molte saline.

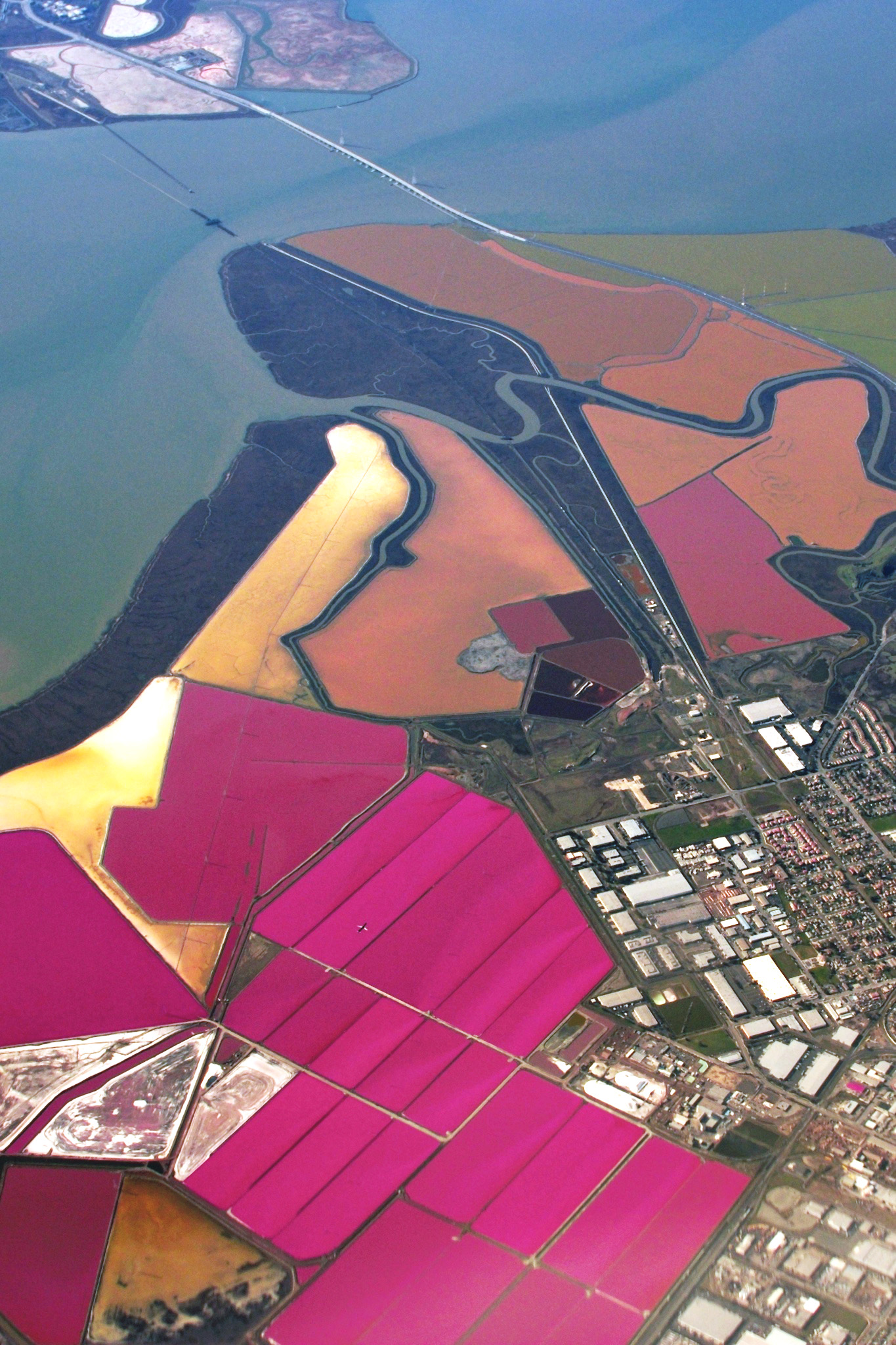
Saline di San Francisco